# Marçal de Souza
Marçal de Souza (Rincão Júlio, Ponta Porã, 24 de dezembro de 1920 - ?, 25 de novembro de 1983), ou Marçal Tupã-i, ou ainda Tupã-Y (pequeno Deus), foi um líder da etnia guarani-nhandevá. Foi assassinado com 5 tiros em 1983, e condecorado com a honra de Herói Nacional do Brasil, pelo Governo Federal.

## Biografia
Aos 3 anos, muda-se para a aldeia de Te'ýikue, na cidade de Caarapó. Órfão aos 8 anos, passa a morar na Nhanderoga, nome dado a orfanatos de crianças indígenas, na Missão Caiuá, área indígena de Dourados. Aos 12 anos vai com um casal de missionários para Campo Grande. Conhece um oficial do Exército que o leva para o Recife, onde realiza trabalho braçal em troca de comida, roupa e estudo. De volta a Dourados, é contratado pela Missão Caiuá como professor de crianças órfãs e intérprete de guarani. Em 1959 faz um curso na Organização Mundial de Saúde (OMS) e forma-se atendente de enfermagem, profissão que exerce até a morte. Desde o início dos anos 70 denuncia a expropriação de terras indígenas, a exploração ilegal de madeira, a escravização de índios e o tráfico de meninas índias. Vítima de perseguições, em 1978 é expulso de Dourados pela Funai e volta a morar na aldeia Te'ýikue. Nesse ano, novamente transferido pela Funai, vai para a aldeia de Mbarakaju, em Antônio João.[carece de fontes?]
Em 1980, é escolhido representante da comunidade indígena para discursar em homenagem ao papa João Paulo II durante sua primeira visita ao Brasil. Ele afirmou em discurso ao pontífice:
| “                 | Nossas terras são invadidas, nossas terras são tomadas, os nossos territórios são invadidos… Dizem que o Brasil foi descoberto. O Brasil não foi descoberto não, o Brasil foi invadido e tomado dos indígenas do Brasil. Essa é a verdadeira história. | ” |
| — Marçal de Souza | |   |

No mesmo ano, envolve-se na luta pela posse de terras na área indígena de Pirakuá, em Bela Vista. A demarcação é contestada pelo fazendeiro Astúrio Monteiro de Lima e seu filho Líbero Monteiro, que consideram a região parte de sua propriedade. Após diversas ameaças e agressões, em 1983, Tupã é assassinado a tiros no rancho de sua casa, na aldeia Campestre. Os acusados do crime, Líbero Monteiro de Lima e Rômulo Gamarra, acabam absolvidos em julgamento realizado somente dez anos depois, em 1993.
Um pouco antes da sua morte ele teria dito:
| “                 | Sou uma pessoa marcada para morrer, mas por uma causa justa a gente morre… | ” |
| — Marçal de Souza |                                                                            |   |

Marçal de Souza, Tupã-Y, foi defensor incansável dos povos nativos da América do Sul e um dos líderes precursores das lutas dos guaranis pela recuperação e pelo reconhecimento de seus territórios ancestrais (onde estão hoje Mato Grosso, Mato Grosso do Sul, Paraná e São Paulo, principalmente). Foi também um dos criadores do movimento indígena brasileiro, tendo sido um dos fundadores e participado da primeira diretoria da União das Nações Indígenas (UNI), entidade que congrega indígenas brasileiros, fundada em 1980.[carece de fontes?]

## Vida pessoal
Teve uma filha, chamada Edna.

## Prêmio Marçal de Souza Tupã'Y
Desde 1994, a Câmara Municipal de Dourados, no Mato Grosso do Sul, entrega anualmente o Prêmio Marçal de Souza Tupã’Y, conferido a pessoas e entidades douradenses que se destacam na produção jornalística, artística, literária ou científica relacionada a temáticas indígenas municipais e estaduais.